# Kim Kyong-hun
Kim Kyong-Hun (Seul, 15 de julho de 1975) é um ex-taekwondista sul-coreano.
Kim Kyong-Hun competiu nos Jogos Olímpicos de 2000, na qual conquistou a medalha de ouro.